# فست‌لین (۲۰۱۹)
فست‌لین (۲۰۱۹) (به انگلیسی: FastLane 2019) یک رویداد غیر رایگان (Pay-Per-View) در کشتی حرفه‌ای می‌باشد که توسط کمپانی دبلیودبلیوئی برای برند اسمَک‌دَون و راو تهیه می‌شود و این دوره‌اش هم در تاریخ ۱۱ مارس ۲۰۱۹ در ورزشگاه کوییکن لونز ارینا شهر کلیولند ایالت اوهایو برگزار شد. این پنجمین رویداد تحت عنوان فست‌لین بود.
در این رویداد، ده مسابقه برگزار شد که یکی در بخش پیش‌نمایش بود. در مهمترین مسابقه که آخرین مسابقه گروه شیلد (دین امبروز، رومن رینز و سث رالینز) بود، این گروه طی یک مسابقه تگ تیم شش نفره مقابل بارون کوربین، درو مک‌اینتایر و بابی لشلی به پیروزی رسید. همچنین، بکی لینچ مقابل شارلوت فلر با سلب صلاحیت به پیروزی رسید تا دوباره به مسابقه قهرمانی کمربند زنان راو در رسلمانیا ۳۵ اضافه شود و آن مسابقه به مسابقه تریپل ترت تبدیل شود. دنیل براین هم طی یک مسابقه تریپل ترت مقابل کوین اونز و مصطفی علی از کمربند دبلیودبلیوئی خود دفاع کرد.

## زمینه سازی
فَست لِین شامل مسابقاتی بین دشمنی‌های موجود، ماجراهای پیش آمده و استوری‌هایی خواهد بود که پیش از این در برنامه‌های راو و اسمک داون پخش شده بود. کشتی‌گیرها با توجه به مسابقات یا سری اتفاقاتی که برایشان رخ می‌دهد و تنش را به حد اکثر می‌رساند، نقش منفی یا قهرمان به خود می‌گیرند.

## نتایج
| #                                                                                                 | نتایج                                                                                               | نوع مسابقه | مدت زمان |
| ------------------------------------------------------------------------------------------------- | --------------------------------------------------------------------------------------------------- | --- | -------- |
| ۱پ                                                                                                | د نیو دی (بیگ ای و زیویر وودز) پیروز مقابل روسف و شینسکه ناکامورا (با همراهی لانا)                  | مسابقه تگ تیم | 13:20    |
| ۲                                                                                                 | د اوسوس (جیمی و جِی اوسو) (c) پیروز مقابل د میز و شین مک‌ماهون                                        | مسابقه تگ تیم برای قهرمانی کمربندهای تگ تیم اسمک‌داون | 14:10    |
| ۳                                                                                                 | آسکا (c) پیروز مقابل مندی رز (با همراهی سونیا دِویل)                                                 | مسابقه تک نفره برای قهرمانی کمربند زنان اسمک‌داون | 6:40     |
| ۴                                                                                                 | د بار (سِزارو و شیمس) پیروز مقابل کوفی کینگستون                                                      | مسابقه با آوانس دو به تک | 5:15     |
| ۵                                                                                                 | د ریوایوال (دش وایلدر و اسکات داوسون) (c) پیروز مقابل آلیستر بلک و ریکوشِی مقابل چاد گیبل و بابی رود | مسابقه تگ تیم تریپل ترت برای قهرمانی کمربندهای تگ تیم راو                                                                                               | 10:50    |
| ۶                                                                                                 | ساموآ جو (c) پیروز مقابل آندراده (با همراهی زلینا وگا)، آر-تروث (با همراهی کارمِلا) و ری میستریو     | مسابقه مرگبار چهارجانبه برای قهرمانی کمربند ایالات متحده                                                                                                | 10:50    |
| ۷                                                                                                 | د باس 'ان' هاگ کانکشن (بِیلی و ساشا بنکس) (c) پیروز مقابل نایا جکس و تَمینا                           | مسابقه تگ تیم برای قهرمانی کمربندهای تگ تیم زنان دبلیودبلیوئی                                                                                           | 7:05     |
| ۸                                                                                                 | دنیل براین (c) (با همراهی روئن) پیروز مقابل کوین اونز و مصطفی علی                                   | مسابقه تریپل ترت برای قهرمانی کمربند دبلیودبلیوئی | 18:45    |
| ۹                                                                                                 | بکی لینچ پیروز مقابل شارلوت فلر با سلب صلاحیت                                                       | مسابقه تک نفره از آنجا که بکی پیروز شد، او دوباره به مسابقه قهرمانی کمربند زنان راو در رسلمانیا ۳۵ اضافه شد و آن مسابقه بصورت تریپل ترت برگزار خواهد شد | 8:45     |
| ۱۰                                                                                                | د شیلد (دین امبروز، رومن رینز و سث رالینز) پیروز مقابل بارون کوربین، درو مک‌اینتایر و بابی لشلی      | مسابقه تگ تیم شش نفره | 24:50    |
| - (c) – نشان‌دهنده قهرمان(هایی) است که به میدان می‌روند - پ – نشان‌دهنده این است که مسابقه در پری–شو | | |          |